# Willy Ochoa Gallegos
Williams Oswaldo Ochoa Gallegos (Tuxtla Gutiérrez, Chiapas; 6 de junio de 1978) más conocido como: Willy Ochoa, es un político mexicano, miembro del Partido Revolucionario Institucional, considerado actualmente como el principal líder de oposición en Chiapas y cercano al histórico político sonorense Manlio Fabio Beltrones Rivera.

## Biografía
Fue Gobernador provisional de Chiapas durante 7  ías desde el 29 de agosto de 2018 al 4 de septiembre de 2018 , tras la licencia de Manuel Velasco Coello (PVEM) para rendir protesta como Senador de la República.
Fue Candidato de la Alianza "Va × Tuxtla" (PRI, PAN, PRD) a la Presidencia municipal de Tuxtla Gutiérrez en la elección del 6 de junio de 2021, finalizando en segundo lugar con cerca de 50,000 votos. El 15 de agosto de 2022 fue nombrado Secretario de Planeación y Estrategia Política del Comité Ejecutivo Nacional (CEN) del Partido Revolucionario Institucional (PRI). Un día después, el 16 de agosto, fue designado también como Coordinador de la Comisión Política del CEN del PRI para impulsar los Gobiernos de Coalición en la Alianza "Va × México". Actualmente, ya no ocupa ninguno de estos cargos.
Ha sido Diputado Federal de la LXII legislatura del 2012 al 2015 por el distrito 6 de Chiapas y Diputado Local en dos ocasiones del 2010 al 2012 en la LXIV legislatura y del 2015 al 2018 de la LXVI legislatura, nombrado en 2017 Presidente de la Mesa Directiva del Honorable Congreso del Estado de Chiapas y posteriormente ratificado en 2018 además fue Miembro del Consejo Editorial del Suplemento Enfoque del periódico Reforma. 
Dentro del Partido Revolucionario Institucional de 2006 a 2009 fue Secretario Técnico del CEN de la CNOP, en 2009 Secretario Coordinador de Comités Municipales CNOP Chiapas, del 2015 al 2016 Secretario de Organización del CEN del PRI y Secretario General del CEN del PRI.
En las elecciones federales de junio de 2024 participó como Candidato al Senado del "Frente Amplio por México" en Chiapas. Obtuvo cerca de 400,000 votos, aun así no logró el escaño, quedando por debajo de los candidatos del oficialismo, quienes compitieron por separado.